# Godisz Fungwa
 (février 2024).
La mise en forme du texte ne suit pas les recommandations de Wikipédia : il faut le « wikifier ».
Les points d'amélioration suivants sont les cas les plus fréquents :
- Les titres sont pré-formatés par le logiciel. Ils ne sont ni en capitales, ni en gras.
- Le texte ne doit pas être écrit en capitales (les noms de famille non plus), ni en gras, ni en italique, ni en « petit »…
- Le gras n'est utilisé que pour surligner le titre de l'article dans l'introduction, une seule fois.
- L'italique est rarement utilisé : mots en langue étrangère, titres d'œuvres, noms de bateaux, etc.
- Les citations ne sont pas en italique mais en corps de texte normal. Elles sont entourées par des guillemets français : « et ».
- Les listes à puces sont à éviter, des paragraphes rédigés étant largement préférés. Les tableaux sont à réserver à la présentation de données structurées (résultats, etc.).
- Les appels de note de bas de page (petits chiffres en exposant, introduits par l'outil «  Source ») sont à placer entre la fin de phrase et le point final[comme ça].
- Les liens internes (vers d'autres articles de Wikipédia) sont à choisir avec parcimonie. Créez des liens vers des articles approfondissant le sujet. Les termes génériques sans rapport avec le sujet sont à éviter, ainsi que les répétitions de liens vers un même terme.
- Les liens externes sont à placer uniquement dans une section « Liens externes », à la fin de l'article. Ces liens sont à choisir avec parcimonie suivant les règles définies. Si un lien sert de source à l'article, son insertion dans le texte est à faire par les notes de bas de page.
- La présentation des références doit suivre les conventions bibliographiques. Il est recommandé d'utiliser les modèles {{Ouvrage}}, {{Chapitre}}, {{Article}}, {{Lien web}} et/ou {{Bibliographie}}. Le mode d'édition visuel peut mettre en forme automatiquement les références.
- Insérer une infobox (cadre d'informations à droite) n'est pas obligatoire pour parachever la mise en page.

Pour une aide détaillée, merci de consulter Aide:Wikification.
Si vous pensez que ces points ont été résolus, vous pouvez retirer ce bandeau et améliorer la mise en forme d'un autre article.
Godisz Fungwa, de son vrai nom Suh Godisma Fungwa, né le 13 novembre 1995 à Bamenda est un acteur et comédien camerounais.

## Biographie

### Etudes
Godisz Fungwa est né le 13 novembre 1995 à Bamenda dans la région du Nord Ouest Cameroun. Il est l'ainé d'une famille de sept enfants. En 2014, il obtient le baccalauréat au lycée de Bamenda et en 2017, il obtient une licence en langue anglaise et un diplôme en art visuel à l'Université de Buéa,.

### Carrière
Godisz Fungwa intègre le groupe théâtral du lycée bilingue de Bamenda et devient membre du groupe Noble Theatre Arts Entertainment étant élève dont il est le cofondateur.
Au cours de sa carrière, il joue en 2022 dans Kuvah de Max Ngassa, Behind Gates et Love trap de Cosson Chinepoh. En 2021 dans Where I come from de Takong Delvis. En 2020, il interprète le rôle de Kum Peter dans The Fisherman's Diary de Kang Quintus. En 2019 on le retrouve dans Saving Mbango de Stephanie Tum et Enah Johnscott et la série télévisée Cité Malingo dans laquelle il interprète le rôle de Picolo. En 2018 il joue dans A Good Time to Divorce de Nkanya Nkwai, Ward zee de Delphine Itambi et Kuntak de Françoise Ellong aux côtés de Céline Fotso, Axel Abessolo, Wilson Sobze et le gabonais Serge Abessolo ,,.
Gogisz Fungwa travaille avec plusieurs maisons de production parmi lesquelles New Generation Entertainment (NEGENENT) en 2015, Timeless Pictures Production qu'il fonde en 2018 avec deux de ses amis produisant ainsi les films At Fisrst Sight, Pickpocket et la web série Richard.
Il participe comme assistant producteur sur les films The Fisherman's Diary en 2020, Broken Marriage en 2020, Breach of Trust et A man for the weekend cumulativement en 2017 en collaboration avec les acteurs camerounais et nigérians: Syndy Emade, Alexx Ekubo et Anurin Nwunembom.
En 1999, Godisz gagne le prix du meilleur acteur au Daval Comedy Compex avec le film Pickpocket. En 2020, il remporte quatre fois le prix du meilleur acteur grâce au film Saving Mbango lors des Ecrans Noirs, au festival international du film virtuel d'Abuja (Virtual Abuja International Film Festival), au Black Continental Independence Movie Awards et au New Breed Africa Foundation . En 2021, il remporte le prix du meilleur acteur lors des awards organisés par Le Film Camerounais.

## Filmographie

### Films

#### 2022
- Behind Gates de Cosson Chinepoh
- Kuvah de Max Ngassa
- Love Trap de Cosson Chinepoh

#### 2021
- Where I come from deTakong Delvis

#### 2020
- Saving Mbango
- The Fisherman's Diary de Kang Quintus

#### 2019
- Pickpocket
- Cite Malingo by Itambi Delphine

#### 2018
- At First Sight
- A Good Time to Divorce de Nkanya Nkwai
- Ward zee de Itambi Delphine
- Kuntank de la réalisatrice Françoise Ellong

### Web série

#### 2018
- Richard
- Pepper

### Production

#### 2020
- Broken Marriage de Besong Viran

- 2020: The Fisherman's Diary

#### 2018
- At Fisrst Sight
- Pickpocket
- Richard

#### 2017
- Breach of Trust

- A Man for the Weekend d'Achille Brice
- Breach of Trusts de NKanya Nkwai

## Prix et récompenses

### 2021
- Meilleur acteur à Le Film Camerounais Awards

### 2020
- Cameroon Heroes (Giacam Awards) – Remarkable Hero
- Meilleur acteur camerounais aux Ecrans Noirs avec le film
- Meilleur acteur international au Black Continental Independence Movie Awards
- Meilleur acteur au Abuja International Film Festival

### 2019
- Meilleur acteur au New Breed Africa Foundation
- Meilleur acteur au Daval Comedy Compex pour son rôle dans le film Pickpocket